# Xysticus hainanus
Xysticus hainanus är en spindelart som beskrevs av Song 1994. Xysticus hainanus ingår i släktet Xysticus och familjen krabbspindlar. Inga underarter finns listade i Catalogue of Life.